# Eleutherococcus wardii
Eleutherococcus wardii är en araliaväxtart som först beskrevs av William Wright Smith, och fick sitt nu gällande namn av Shiu Ying Hu. Eleutherococcus wardii ingår i släktet Eleutherococcus och familjen Araliaceae. Inga underarter finns listade.